# Musée des réalisations militaires ukrainiennes
Le Musée des réalisations militaires ukrainiennes (ukrainien : Національний музей-заповідник української військової звитяги») est un musée consacré à l'histoire situé près de Kiev, en Ukraine. 

## Historique
Le musée a été fondé le 20 mars 1945, elle commémore la bataille de Kiev (1943). C'est un monument classé Registre national des monuments d'Ukraine.

## Collections
Le Musée national présente des objets personnels ainsi que du matériel de la Seconde Guerre mondiale, des monuments. Sur une surface de huit hectares, le musée comprend le point de commandement de la 1re armée ukrainienne, un bâtiment diorama.

## Galerie

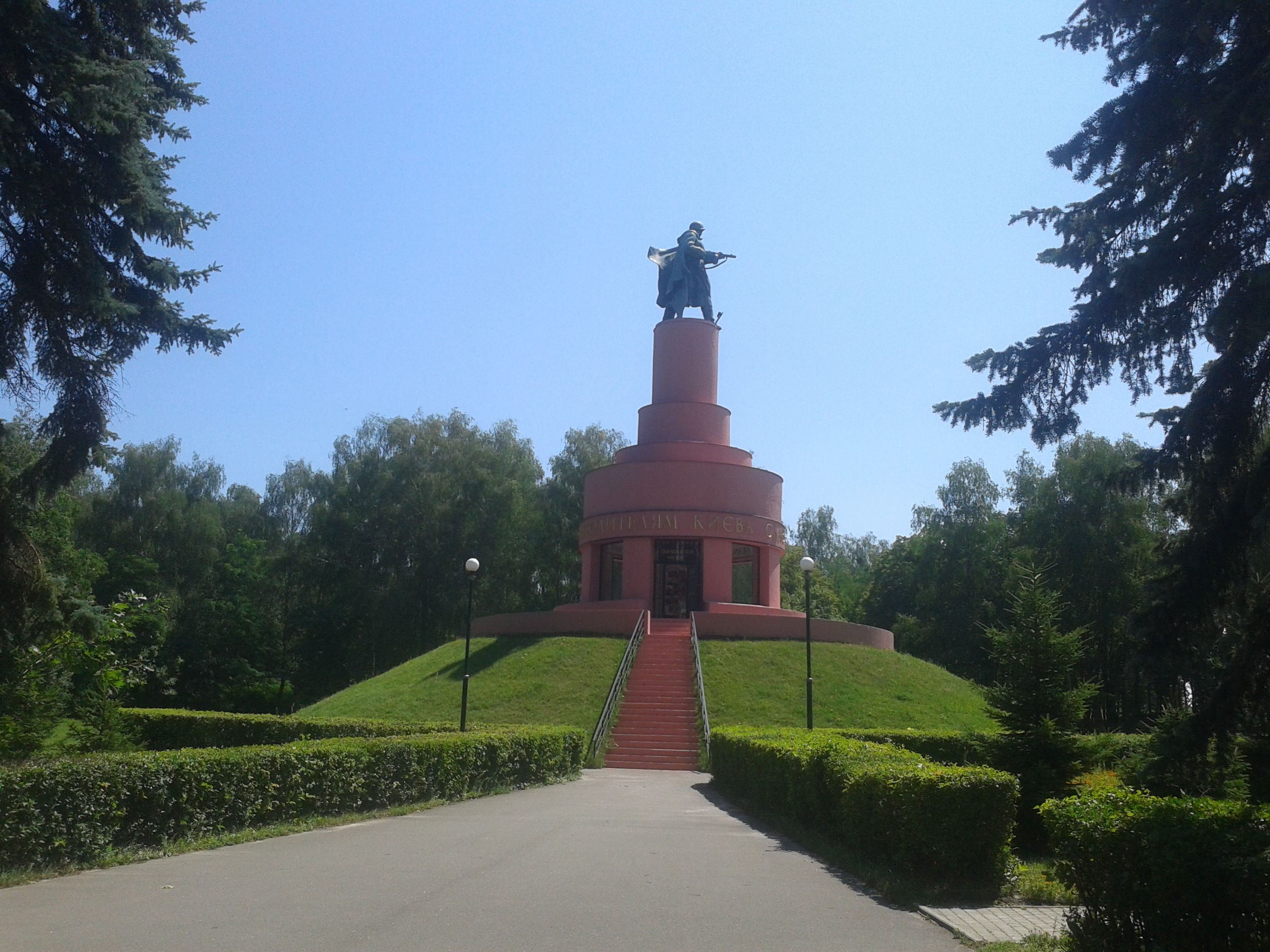
Mémorial.
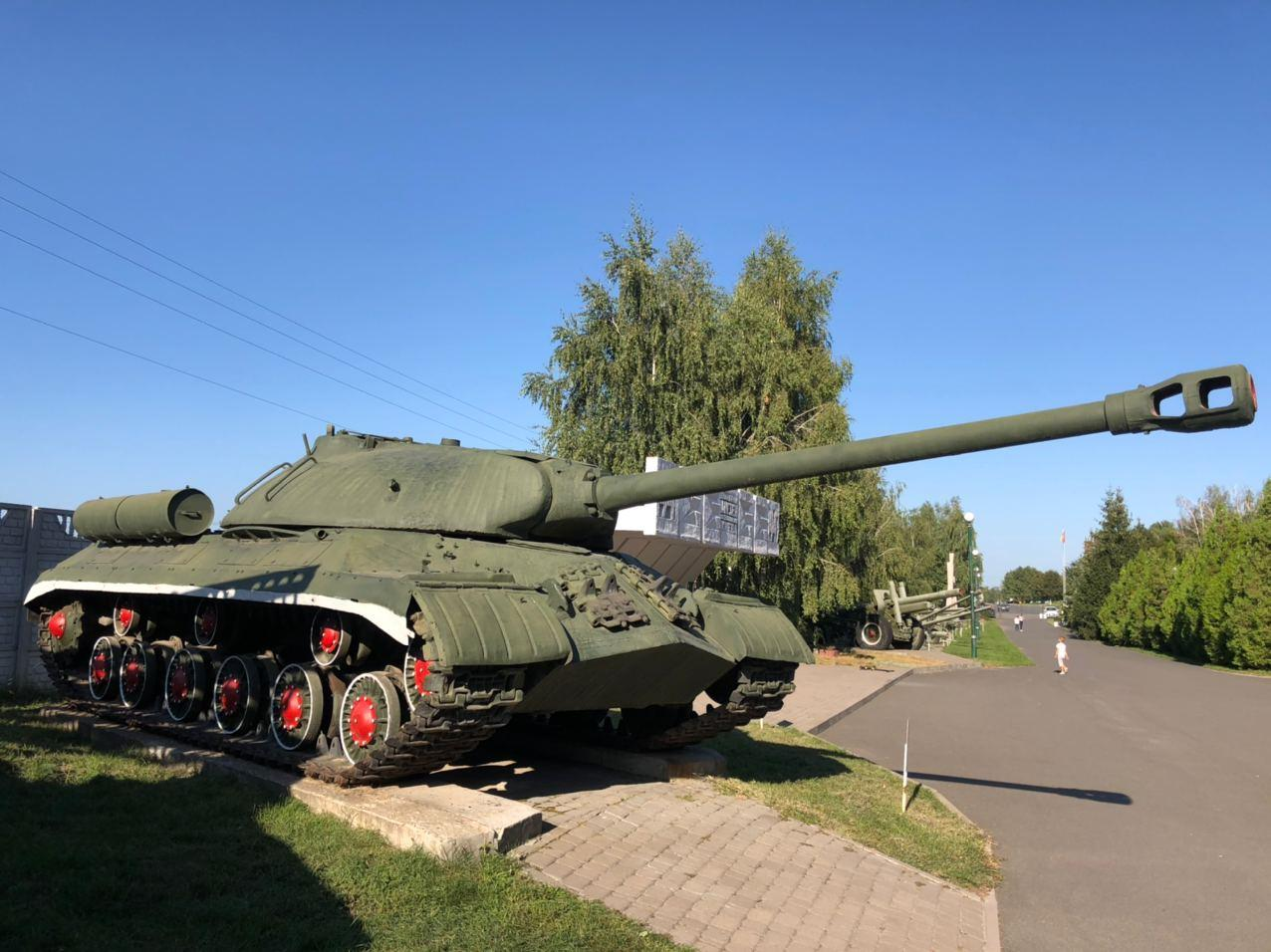
Char IS-3.
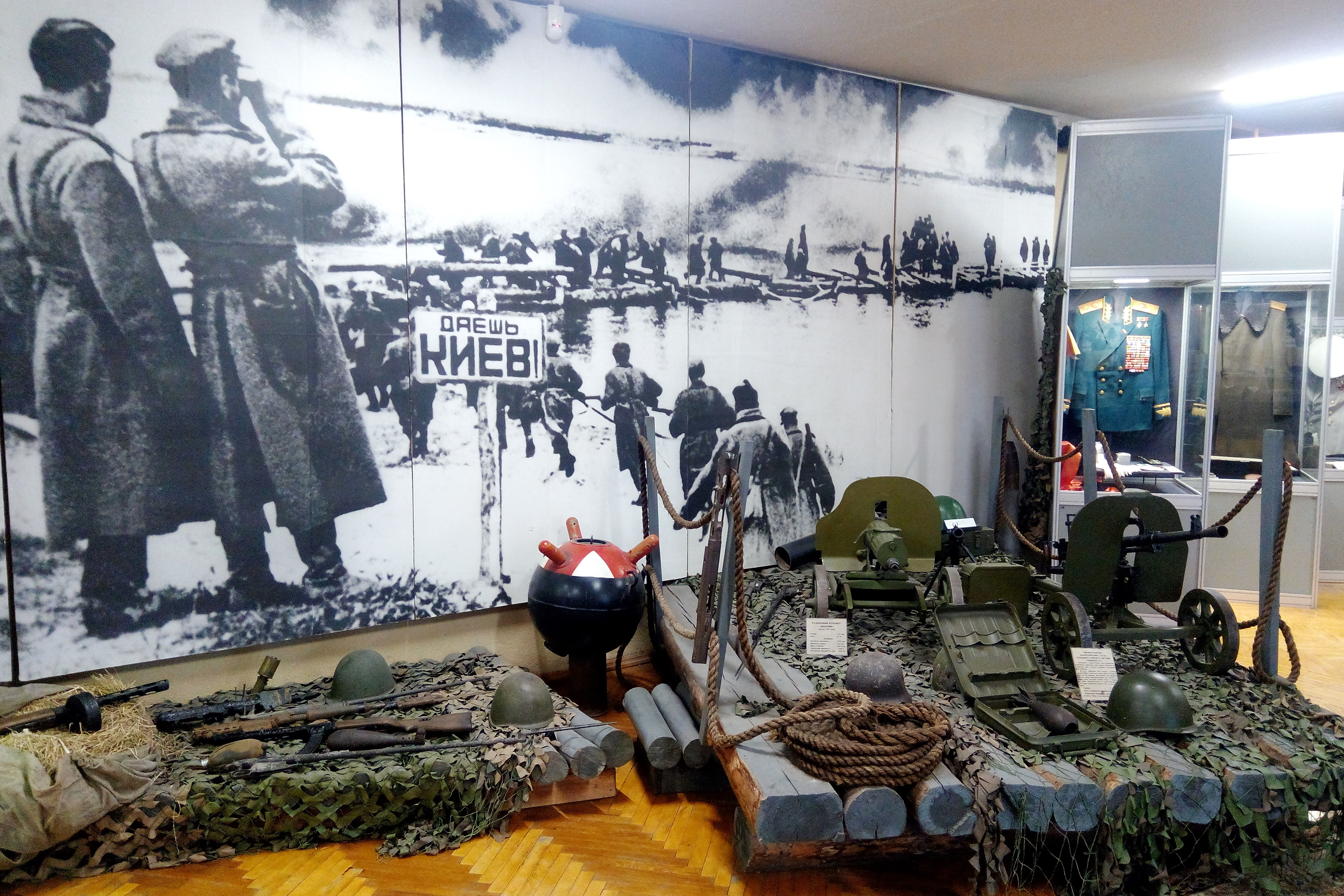
Salle.
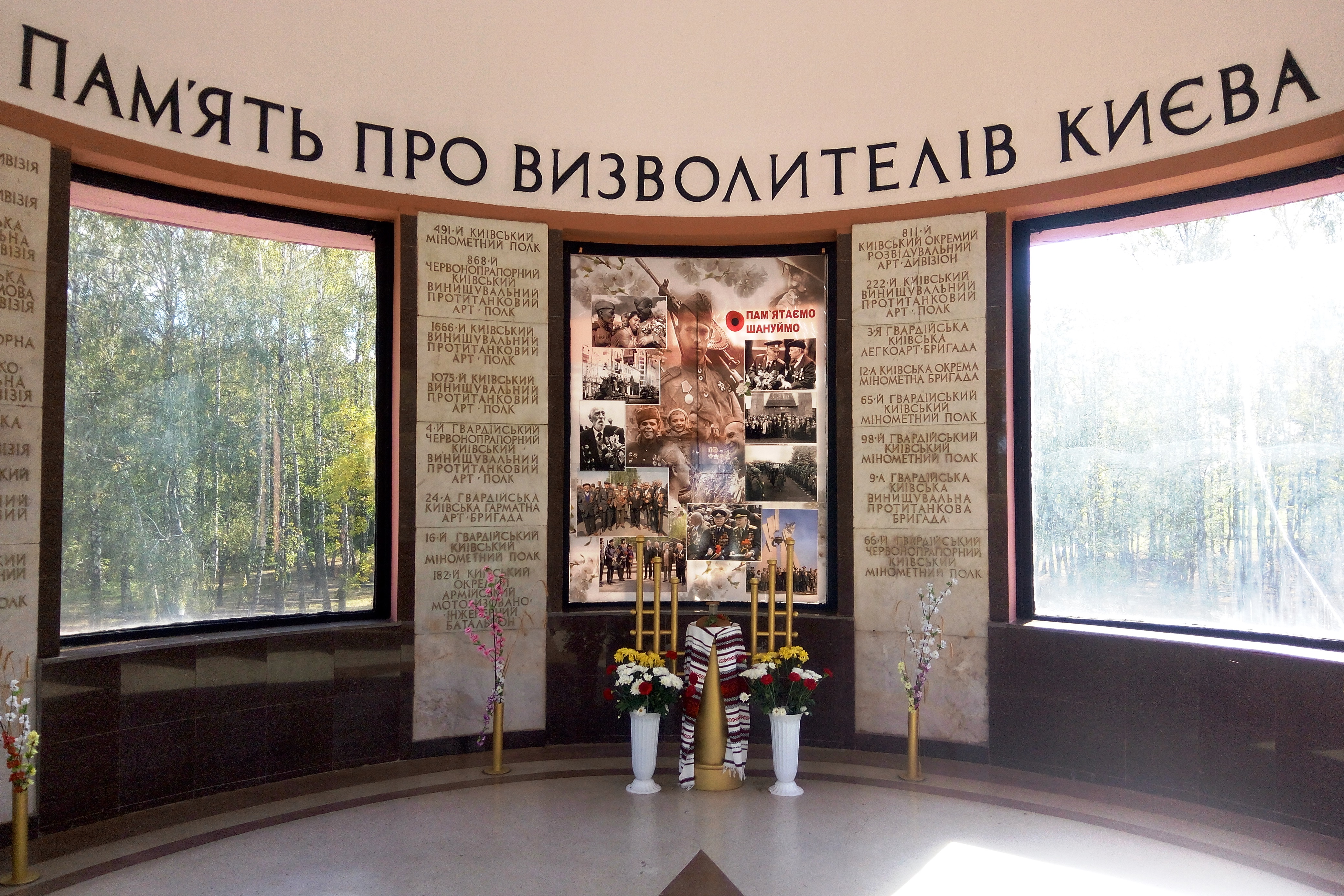
Salle.
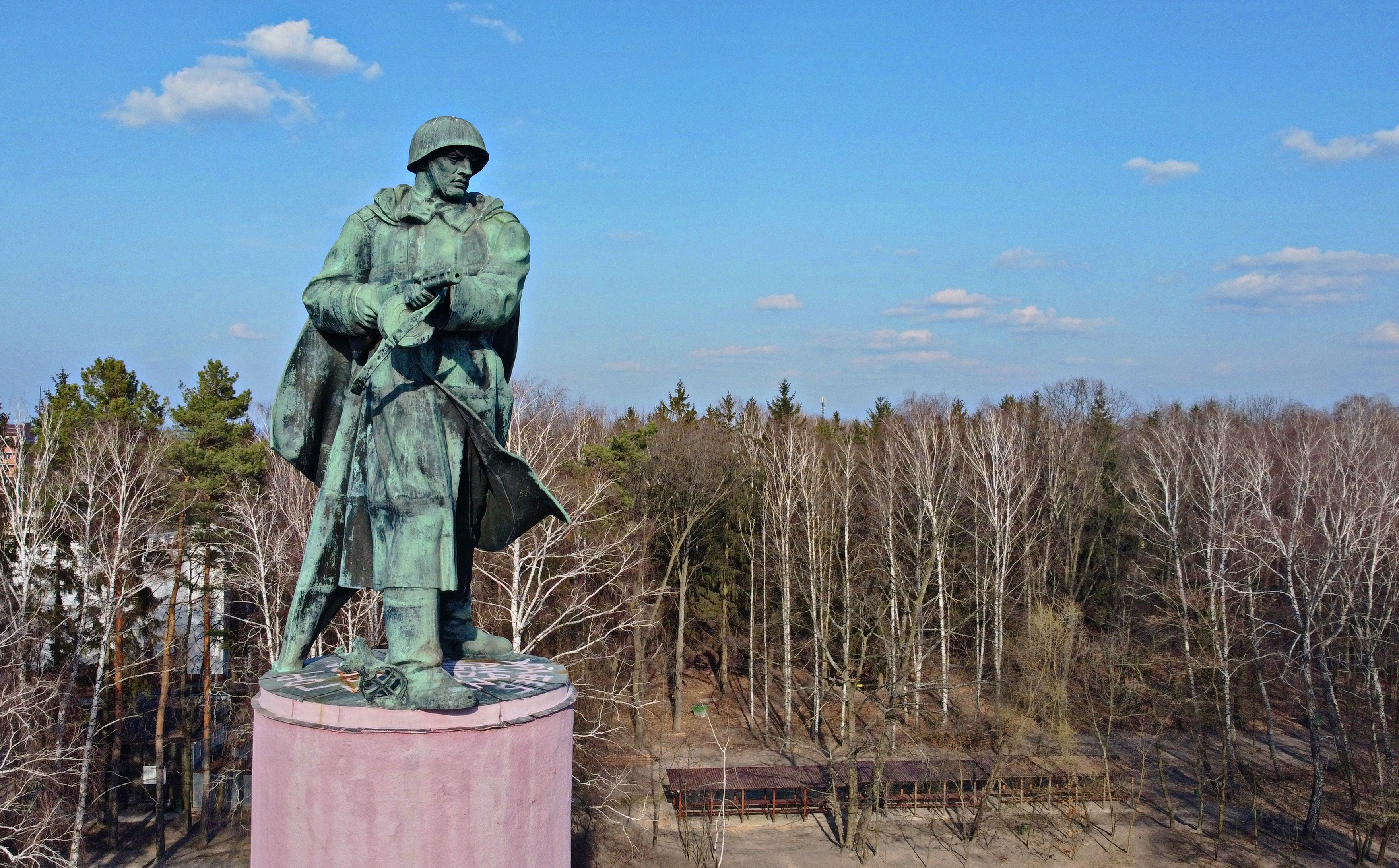
Mémorial.